# Lijst van personages uit De Kameleon
Dit is een lijst van personages uit boekenreeks De Kameleon, geschreven door Hotze de Roos.

## Familie Klinkhamer
Hielke en Sietse KlinkhamerDe hoofdpersonen van de boekenreeks, een tweeling van ongeveer 12 jaar oud. In de latere delen zijn ze 14 jaar. Het zijn gezonde blonde jongens die zo veel mogelijk een blauwe overall met klompen dragen. Gaan eropuit met hun opduwer De Kameleon.
Vader KlinkhamerSmid van beroep, krijgt in de latere delen Evert als voornaam. Wordt omschreven als een gespierde boom van een kerel. Is ook hoofd van de lokale VVV, van de Vrijwillige brandweer en van de fanfare.
Moeder KlinkhamerHuisvrouw, krijgt in de latere delen Jeltje als voornaam. Haar geboortenaam is Brandsma.

## Familie Vrolijk
De familie Vrolijk heeft jarenlang in een woonboot gewoond totdat ze in problemen komen op het meer van Lenten. Hielke en Sietse kunnen de woonboot net op tijd veilig naar de wal brengen. Later betrekken ze een huisje in het dorp vlak bij de Boterfabriek alwaar Vader Vrolijk gaat werken.
Louw VrolijkWordt al snel goede vrienden met de tweeling en gaat elke keer mee op avontuur. Ze hebben al vaak samen met de boot gevaren

## Familie Dijkstra
Vader DijkstraIs molenaar van beroep en woont met zijn familie in de molen 'de Woudaap' aan het meer. Dijkstra is een driftig man en wordt dus snel kwaad. Vooral op zijn zoon, maar ook regelmatig op Gerben Zonderland.
Kees DijkstraHij komt voor het eerst voor in Speurders met de Kameleon. Hij is een wat vreemde jongen, maar wordt toch vrienden met de gebroeders Klinkhamer. Hij snoept graag waardoor het vaak voorkomt dat hij misselijk naar huis gaat waar hij dan vaak op zijn kop krijgt van zijn vader. Dit resulteert in vader en zoon die om het hardst rond de molen rennen. Kees is bovendien erg lui en werkt zich dan ook niet graag in het zweet.

## Familie Bleker
Meneer en mevrouw BlekerDe familie Bleker zijn de buren van de Klinkhamers. Meneer Bleker is werkzaam bij de notaris als klerk wat reden voor mevrouw Bleker is om zeer deftig te spreken. In latere delen werd de naam ook wel geschreven als Bleeker.
Cor BlekerHet neefje van meneer en mevrouw Bleker, hij woont in de stad en komt regelmatig logeren in het dorp. Hij komt al voor in het allereerste deel van de serie, De schippers van de Kameleon. Hij wordt goede vrienden met de jongens van Klinkhamer, tot groot ongenoegen van zijn tante die aldoor bang is dat hij vies en vuil thuis komt. Cor is een van de weinige gastpersonages die regelmatig terugkeert.

## Familie Zonderland
Gerben ZonderlandIs eerst boerenknecht en later opvolger van boer Jellema. Is een echte grappenmaker maar heeft ook een hart van goud. Hij vertelt regelmatig wonderlijke verhalen. Is meestal tussen de 24 en 26 jaar oud. In het grootste deel van de serie is hij boerenknecht, maar in de latere delen is hij mede-eigenaar en bewoont een mooie bungalow op het erf van de boerderij. Hij wordt vanaf dan ook aangeduid als een rijk persoon. Ook is hij een geheelonthouder, ook al rookt hij wel graag.
Chantel Zonderland-LootsDe vrouw van Gerben vanaf deel 50 (De Kameleon in het goud), is dochter van meneer Loots die de boterfabriek heeft gekocht om er een meubelmagazijn van te maken.
Anna-RenateDochter van Gerben en Chantel, komt voor het eerst voor in deel 51 (De Kameleon houdt stand!). Ze heeft nooit tekst, maar wordt regelmatig beschreven als Hielke en Sietse op bezoek zijn bij Gerben en Chantel in de bungalow.

## Familie Zwart
Veldwachter ZwartEen strenge doch rechtvaardige veldwachter in de gemeente Lenten. Heeft een echte speurneus en kan indien nodig altijd op de hulp van de Klinkhamertjes rekenen. Wil voor nachtelijke achtervolgingen ook weleens Gerben Zonderland gelasten mee te helpen, wat meestal eindigt in Gerben die als een angsthaas wegrent maar de volgende dag wel het sterkste verhaal heeft.
Mevrouw ZwartDe vrouw van veldwachter Zwart, komt af en toe voor.

## Overige personages
Sjoerd BonnemaPostbode van beroep, maar was voorheen slager. Is bevriend met Gerben Zonderland, maar toch liggen ze vaak met elkaar overhoop. Sjoerd heeft namelijk een kort lontje en Gerben houdt hem graag voor de gek.
BrandsmaEen van de boeren in de polder. De jongens brengen hier vaak onderdelen van machines naartoe en gaan dan met een lekkere appel naar huis. Jan Groot is zijn knecht.
BrouwerDe schoolmeester van de jongens. In een van de boeken redden de jongens hem uit een moeras.
BrugwachterWoont in een huis vlak bij de brug, de meeste tijd brengt hij echter door op deze brug waar hij uit kijkt op het meer. Krijgt in de latere delen Postma als naam.
DokterWoont naast de Klinkhamers. Uit zijn verongelukte auto komt de motor die de Kameleon zijn kracht geeft.
GeertsmaBuurman van Gerben Zonderland en zijn moeder.
JellemaBoer. Baas van Gerben Zonderland die later zijn boerderij overneemt.
NautaBoer. Komt o.a. voor in deel 54: Recht door zee, Kameleon.
Sieger SiegerdsmaIs de rijkste man van het dorp. In het eerste deel is hij een grote gierigaard. Maar als de Klinkhamertjes zijn zoon redden verandert hij en wordt hij de weldoener van het dorp. Wordt ook wel geschreven als Siegertsma.
WierdaBeurtschipper. Hielke en Sietse lenen zijn schip in deel 3 (Redders met de Kameleon) als kampeerboot tijdens de bootraces in Krooswijk.
Familie WijnstraWeduwe Wijnstra woont samen met dochter Paulien in de Mariahoeve. De stallen van deze boerderij zijn door de studenten omgebouwd tot slaapzaal. Regelmatig komen de studenten uit de stad om hier te vertoeven.
De studentenKomen soms in de Mariahoeve logeren. Ze kunnen goed met Gerben opschieten en maken veel grappen. In veel delen gaat het over de studenten.
Harm van SwolVriend van Hielke en Sietse en klerk bij de notaris. Wordt in deel 9 (De Kameleon in 't zoeklicht) verdacht van diefstal.
Bouke PoelstraKomt voornamelijk in deel 11 voor: De Kameleon in de branding. Hij is zeeman en komt zijn ouderlijk huis opzoeken. Maar omdat het huis van zijn ouders helemaal in verval geraakt is, gaat hij een nieuw huis bouwen. Alleen waar hij al het geld vandaan haalt is voor iedereen een raadsel. Wanneer er op een avond wordt ingebroken bij de bank, is Bouke dan ook direct verdachte nummer één. Hielke en Sietse steunen Bouke echter als een rots in de branding.